# Parlament Aljašky
Parlament Aljašky je zákonodárným sborem státu USA Aljašky. Skládá se z dvou komor - Senátu o 20 členech a Sněmovny reprezentantů se 40 členy. Jedná se o druhý nejmenší zákonodárný sbor mezi státy USA. Obě komory se schází ve státním Kapitolu v Juneau.
Senát je v součanosti ovládán centristickou koalicí zahrnující Demokratickou stranu a umírněné republikány. Většinu ve Sněmovně reprezentantů má koalice republikánů a klubu reprezentujícího zájmy odlehlých oblastí Aljašky.

## Zákonodárný proces
Zákon může být navržen buď jedním zákonodárcem, anebo parlamentním výborem, a to v obou komorách parlamentu. Aby byl návrh předložen k hlasování, musí jej schválit odpovědný parlamentní výbor. Pokud Sněmovna či Senát návrh schválí, pošle jej ke stvrzení druhé komoře, která ho musí schválit ve stejném znění. Senát však může Sněmovně navrhnout změny.
Když je zákon schválen oběma komorami, putuje ke guvernérovi Aljašky, který jej musí buď podepsat, anebo vetovat. Veto může být přehlasováno, pouze pokud pro to hlasují dvě třetiny parlamentu na společném zasedání obou komor. Pokud se jedná o finanční zákon (např. rozpočet), musí veto přehlasovat tři čtvrtiny zákonodárců.

## Volby
Pro volby do Sněmovny reprezentantů je Aljaška rozdělená na 40 volebních obvodů, pro volby do Senátu na 20. Každý volební obvod volí jednoho poslance, resp. senátora. Sněmovna reprezentantů je volena na dva roky. Senátoři jsou voleni na čtyři roky a každé dva roky se polovina senátorů obměňuje.

### Výsledky posledních parlamentních voleb (listopad 2024)

#### Senát
| Strana | Strana                      | Hlasy   | Hlasy | Mandáty | Mandáty | Mandáty | Mandáty |
| Strana | Strana                      | Počet   | %     | Zvoleno | Ostatní | Celkem  | ±       |
| ------ | --------------------------- | ------- | ----- | ------- | ------- | ------- | ------- |
|        | Demokratická strana         | 54 767  | 37,7  | 5       | 4       | 9       | 0       |
|        | Republikánská strana        | 48 629  | 33,5  | 2       | 3       | 5       | +2      |
|        | koaliční republikáni        | 30 186  | 20,8  | 3       | 3       | 6       | -2      |
|        | nezávislí kandidáti         | 10 363  | 7,1   | 0       | 0       | 0       | 0       |
|        | Strana nezávislosti Aljašky | 1 155   | 0,8   | 0       | 0       | 0       | 0       |
| Celkem | Celkem                      | 145 100 | 100   | 10      | 10      | 20      | –       |

#### Sněmovna reprezentantů
| Strana | Strana                      | Hlasy   | Hlasy | Mandáty | Mandáty |
| Strana | Strana                      | Počet   | %     | Počet   | ±       |
| ------ | --------------------------- | ------- | ----- | ------- | ------- |
|        | Republikánská strana        | 149 318 | 51,1  | 19      | 0       |
|        | Demokratická strana         | 74 132  | 25,3  | 14      | +1      |
|        | nezávislí kandidáti         | 44 346  | 15,2  | 5       | -1      |
|        | koaliční republikáni        | 10 109  | 3,5   | 2       | +1      |
|        | Libertariánská strana       | 4 189   | 1,4   | 0       | 0       |
|        | nezávislí republikáni       | 3 656   | 1,3   | 0       | -1      |
|        | Strana nezávislosti Aljašky | 1 669   | 0,6   | 0       | 0       |
|        | Aljašští veteráni           | 952     | 0,3   | 0       | 0       |
|        | jiní a dopsaní kandidáti    | 4 069   | 1,4   | 0       | 0       |
| Celkem | Celkem                      | 292 440 | 100   | 40      | –       |

### Výsledky voleb 2022

#### Senát
| Strana | Strana                      | Hlasy   | Hlasy | Mandáty | Mandáty | Mandáty | Mandáty |
| Strana | Strana                      | Počet   | %     | Zvoleno | Ostatní | Celkem  | ±       |
| ------ | --------------------------- | ------- | ----- | ------- | ------- | ------- | ------- |
|        | Republikánská strana        | 94 699  | 39,3  | 3       | 0       | 3       | -10     |
|        | Demokratická strana         | 66 358  | 27,5  | 8       | 1       | 9       | +2      |
|        | koaliční republikáni        | 58 904  | 24,5  | 8       | 0       | 8       | +8      |
|        | nezávislí kandidáti         | 8 184   | 3,4   | 0       | 0       | 0       | 0       |
|        | Aljašští veteráni           | 3 166   | 1,3   | 0       | 0       | 0       | 0       |
|        | Strana nezávislosti Aljašky | 3 037   | 1,3   | 0       | 0       | 0       | 0       |
| Celkem | Celkem                      | 240 896 | 100   | 19      | 1       | 20      | –       |

#### Sněmovna reprezentantů
| Strana | Strana                      | Hlasy   | Hlasy | Mandáty | Mandáty |
| Strana | Strana                      | Počet   | %     | Počet   | ±       |
| ------ | --------------------------- | ------- | ----- | ------- | ------- |
|        | Republikánská strana        | 130 018 | 53,6  | 19      | +1      |
|        | Demokratická strana         | 67 998  | 28,0  | 13      | -2      |
|        | nezávislí kandidáti         | 31 773  | 13,1  | 6       | +2      |
|        | koaliční republikáni        | 3 254   | 1,3   | 1       | -1      |
|        | nezávislí republikáni       | 2 854   | 1,2   | 1       | +1      |
|        | Libertariánská strana       | 1 787   | 0,7   | 0       | 0       |
|        | Strana nezávislosti Aljašky | 1 766   | 0,7   | 0       | 0       |
|        | Státoprávní strana Aljašky  | 231     | 0,1   | 0       | 0       |
|        | jiní a dopsaní kandidáti    | 2 850   | 1,2   | 0       | 0       |
| Celkem | Celkem                      | 242 531 | 100   | 40      | –       |